# ألبرتو إجلسيوس فرننديز
ألبرتو إغليسياس فرنانديز (بالإسبانية: Alberto Iglesias Fernández-Berridi)‏ ملحن إسباني ولد سنة 1955 في مدينة سان سباستيان التي تقع في إقليم الباسك بإسبانيا. كتب العديد من الموسيقى التصويريه لعدة أفلام إسبانية معظمها من إخراج بيدرو المادور. رشح ثلاث مرات لجائزة الاوسكار احسن موسيقى لفيلم سينمائي عن أفلام البستانى المخلص، سمكري خياط جندي جاسوس وملاحق الطيارات الورقيه

## روابط خارجية
- ألبرتو إجلسيوس فرننديز على موقع IMDb (الإنجليزية)
- ألبرتو إجلسيوس فرننديز على موقع ألو سيني (الفرنسية)
- ألبرتو إجلسيوس فرننديز على موقع ميوزك برينز (الإنجليزية)
- ألبرتو إجلسيوس فرننديز على موقع تيرنر كلاسيك موفيز (الإنجليزية)
- ألبرتو إجلسيوس فرننديز على موقع أول موفي (الإنجليزية)
- ألبرتو إجلسيوس فرننديز على موقع بوكس أوفيس موجو (الإنجليزية)
- ألبرتو إجلسيوس فرننديز على موقع قاعدة بيانات الأفلام السويدية (السويدية)
- ألبرتو إجلسيوس فرننديز على موقع أول ميوزيك (الإنجليزية)
- ألبرتو إجلسيوس فرننديز على موقع ديسكوغز (الإنجليزية)
- ألبرتو إجلسيوس فرننديز على موقع قاعدة بيانات الفيلم (الإنجليزية)